# Фридрих Кекуле
Фридрих Аугуст Кекуле фон Штрадониц је био немачки хемичар који је поставио основе модерном схватању структуре органских једињења.
Кекуле је рођен у старој чешкој племићкој породици. Врло рано је показао заинтересованост за ботанику и друге природне науке и након завршетка гимназије у Дармштату одлази на студије. Након тога, Кекуле постаје професор Универзитета у Генту где предаје у периоду између 1858. и 1865.
Кекулеов рад на структури органских једињења представљао је револуционарну прекретницу на овом пољу. Кекуле је, наиме, 1857. утврдио да је угљеник у свим органским једињењима четворовалентан. Кекулеова претпоставка је у великој мери била тачна сем за мали број молекула који се називају не-Кекулеови молекули. За сва остала органска једињења, ово безусловно важи.
Још један од познатих Кекулеових успеха било је и откриће структуре бензена из 1865. Од раније је била позната молекулска формула бензена, по којој овај молекул у себи садржи 6 атома угљеника и исти број атома водоника. Међутим, водећи се својом претпоставком да је угљеник у свим органским једињењима четворовалентан, Кекуле никако није могао да напише структуру бензена линеарно а да му не преостане један атом водоника вишка. Кекуле ће касније записати да је на идеју цикличне структуре дошао након једног сна у коме је сањао змију која гризе свој реп. На основу овога, он је дао структуру бензена са шесточланим угљениковим прстеном која се показала потпуно тачном. Кекулеово откриће је након тога доказано и постало опште прихваћено. Међутим, на основу података које је оставио Кекулеов биограф, јасно је да су му у овом сазнању од пресудног значаја била ранија истраживања Арчибалда Скота Купера. Чак шта више, неколико година раније, аустријски хемичар Јозеф Лошмит је предложио цикличну структуру за низ једињења укључујући и бензен, али своје тврдње, за разлику од Кекулеа, није могао да докаже.
Кекуле је 1895. добио племићке почасти од Виљема II од Немачке, чиме му је уз презиме додато и фон Штрадониц, као израз историјског поседства Штрадоница од стране његове породице. Интересантна је и чињеница да су од првих пет Нобелових награда на пољу хемије чак три отишле у руке Кекулеових ученика.